# Hennersdorf (Baixa Áustria)
Hennersdorf (Baixa Áustria) é um município da Áustria localizado no distrito de Mödling, no estado de Baixa Áustria.